# Trofeo Unique
El Trofeo Unique fue un partido amistoso internacional de voleibol femenino. Se llevó a cabo el 28 de julio de 2010 en el Coliseo Gran Chimú de Trujillo, Perú. Las selecciones juveniles de Brasil y Perú representaron a la Confederación Sudamericana de Voleibol.

## Equipos participantes
- Brasil
- Perú

## Definición
| Fecha    | Encuentro     | Resultado | Set   | Set   | Set   | Set | Set | Puntuación total |
| Fecha    | Encuentro     | Resultado | 1     | 2     | 3     | 4   | 5   | Puntuación total |
| -------- | ------------- | --------- | ----- | ----- | ----- | --- | --- | ---------------- |
| 28-07-10 | Perú - Brasil | 0-3       | 21-25 | 21-25 | 22-25 |     |     | 64-75            |

## Campeón
| Brasil.          |
| Campeón          |
| Brasil 1º título |

## Clasificación general
| Pos | Equipo |
| --- | ------ |
| 1   | Brasil |
| 2   | Perú   |